# Galia (personificación)

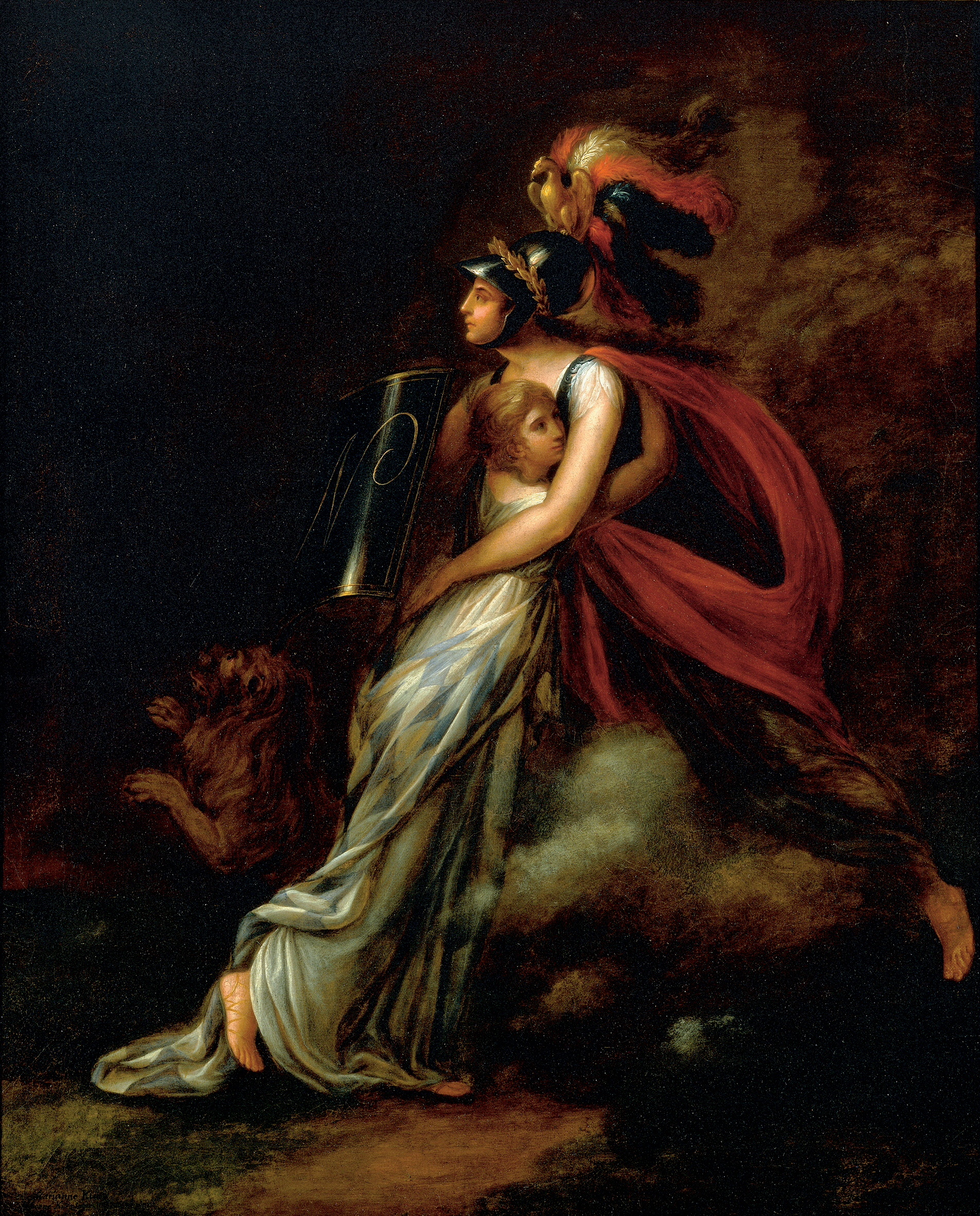
Marianne Kürzinger: "Gallia protege a Bavaria".

Galia, Gallia, Francia o La France (en francés) fue la personificación nacional de Francia antes de la proclamación de la República Francesa durante la revolución francesa, en la que Marianne tomó el relevo como personificación nacional de Francia como alegoría de la República. Por esto, la alegoría de Galia o Francia se identifica con la monarquía francesa y aunque ya lleva tiempo en desuso, en ocasiones ha vuelto a aparecer debido al retorno de la monarquía al país galo como pasó tras la caída de Napoleón en 1814 y la restauración de la dinastía borbónica con Luis XVIII.

## Historia

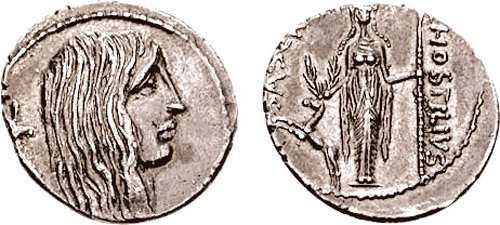
Denario con la cabeza de Gallia.

Al igual que Hispania y Britania, entre otras antiguas provincias romanas, Galia tuvo también su representación en las monedas romanas. La primera moneda que se conoce es un denario con la imagen de Gallia con cabello largo y desaliñado acuñada por L. Hostilius Saserna, detrás aparece una trompeta gala llamada Carnyx, en el anverso aparece Diana de Éfeso y la leyenda HOSTILIVS.
En la Edad Media se siguió usando la imagen de una mujer como personificación de la Galia. Más adelante, en el siglo XVIII aparecieron imágenes de Gallia, a veces llamadas Francia también, como en los monumentos del puente de Alejandro III de París, donde aparecen dos representaciones de Gallia bajo los gobiernos de Carlomagno y Luis XIV.

## Galería

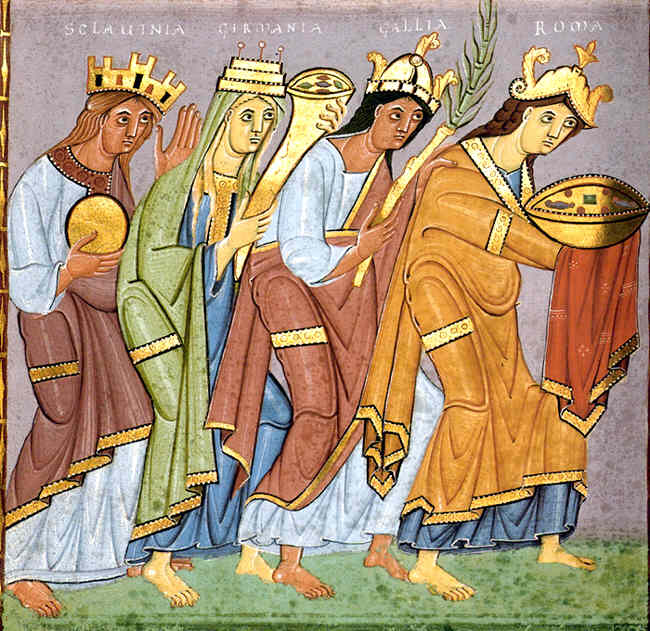
Esclavinia (Eslavos), Germania, Gallia y Roma traen cuatro regalos al emperador Otto III.
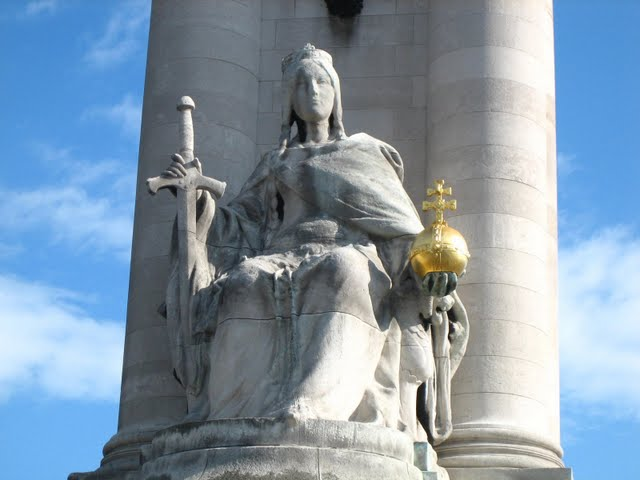
La Francia de Carlomagno en uno de los monumentos del Puente de Alejandro III en París.
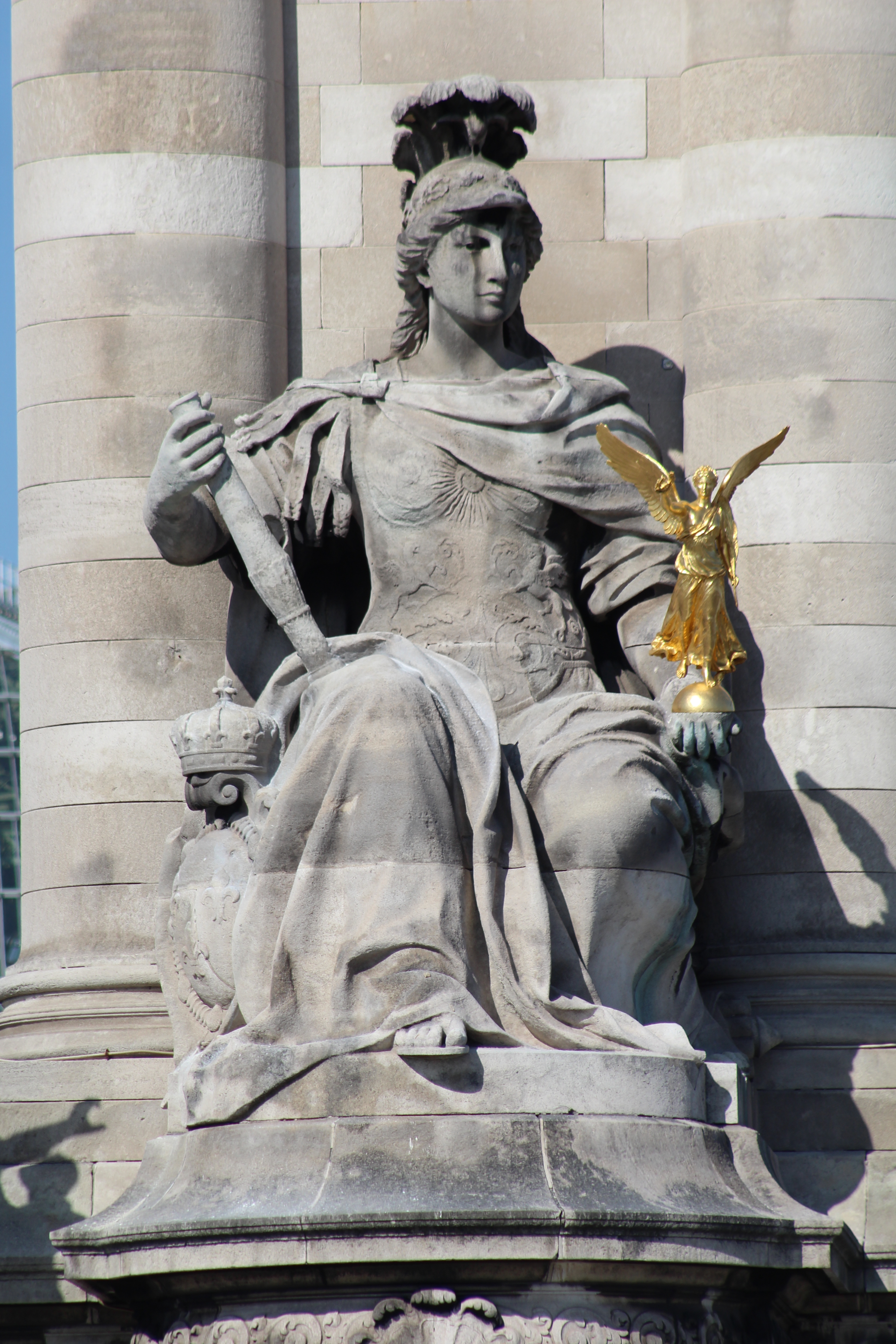
La Francia de Luis XIV.
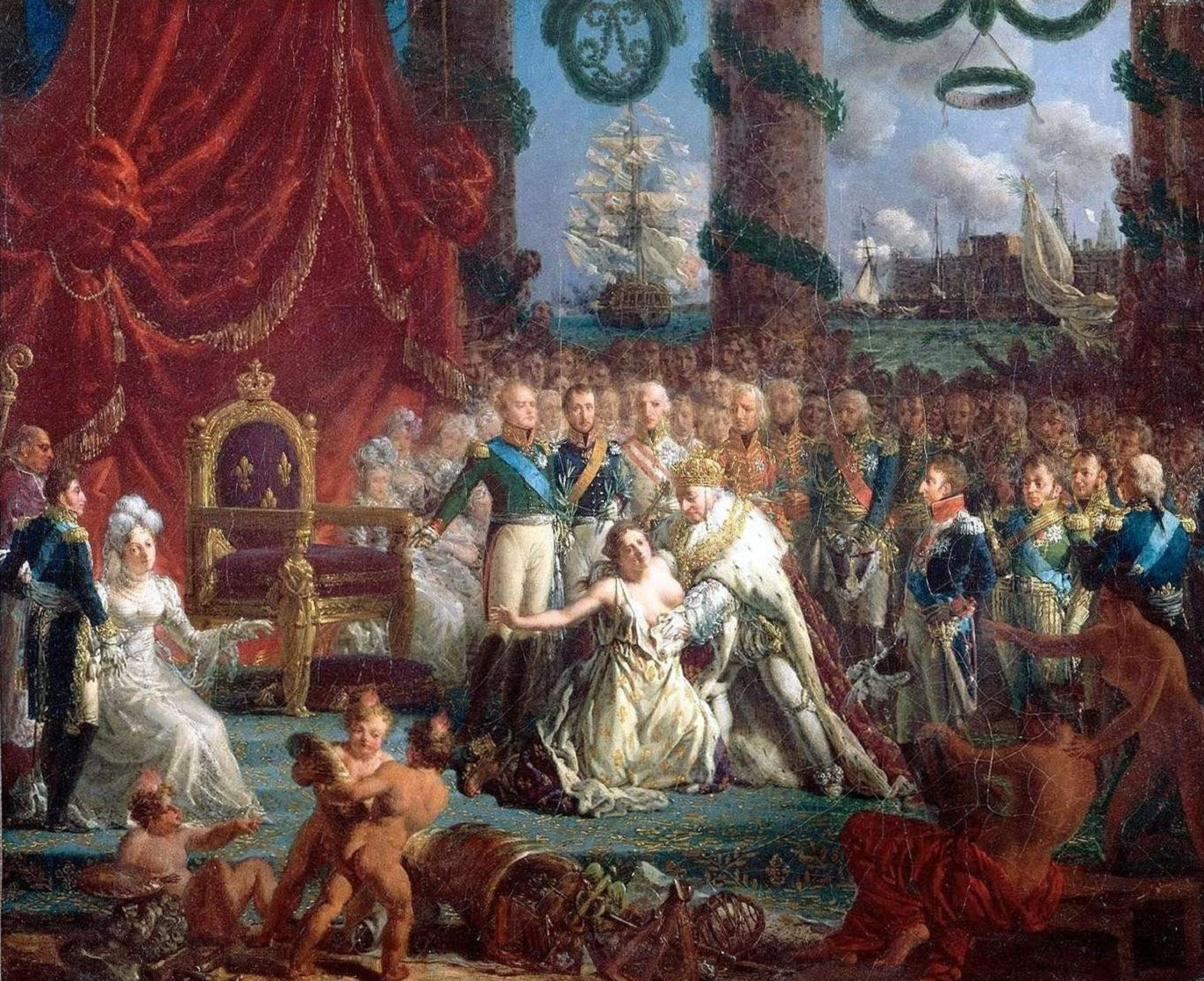
Alegoría del retorno de los Borbones el 24 de abril de 1814: Luis XVIII levantando a Francia de sus ruinas.